# Stazione di Ishikari-Tōbetsu
La stazione di Ishikari-Tōbetsu (石狩当別駅?, Ishikari-Tōbetsu-eki) è una stazione ferroviaria della cittadina di Tōbetsu, nella periferia di Sapporo situata sulla linea Sasshō. Dal 2012 la stazione fa parte della tratta elettrificata della linea.

## Linee
JR Hokkaido
■ Linea Sasshō

## Struttura
La stazione è dotata di due banchine laterali che servono 2 binari.
| 2 | ■ Linea Gakuentoshi (Sasshō) |  | per Ainosato-Kyōikudai, Sōen e Sapporo |
| 2 | ■ Linea Gakuentoshi (Sasshō) |  | per Hokkaidō-Iryōdaigaku               |

## Stazioni adiacenti
| «                          | Servizio                   | »                          |
| Linea Gakuentoshi (Sasshō) | Linea Gakuentoshi (Sasshō) | Linea Gakuentoshi (Sasshō) |
| -------------------------- | -------------------------- | -------------------------- |
| Ishikari-Futomi            | Tutti i treni              | Hokkaidō-Iryōdaigaku       |